# André Ayew
Pour les articles homonymes, voir Ayew.
André Ayew, né le 17 décembre 1989 à Seclin en France, est un footballeur international ghanéen qui évolue au poste d'avant-centre. Il possède également la nationalité française.
Fils du footballeur Abedi Pelé et frère aîné de Jordan Ayew, également footballeur professionnel, il est formé à l'Olympique de Marseille où il joue huit années avant de rejoindre la Premier League.
En équipe nationale, il remporte avec les juniors ghanéens la Coupe d'Afrique des nations junior 2009 et la Coupe du monde des moins de 20 ans 2009. Avec l'équipe senior, il est finaliste de la Coupe d'Afrique des nations en 2010 et 2015. Au total, il participe à la CAN à cinq reprises, hormis ces deux finales il termine troisième en 2008 et quatrième en 2012 et 2017 et participe à la Coupe du monde à trois reprises en 2010, 2014 et 2022.

## Biographie

### Formation et débuts
Fils de la star des années 1990 Abedi Pelé, Andre Ayew naît à Seclin dans le Nord quand son père évolue au Lille OSC. Il commence sa formation footballistique au TSV 1860 Munich, où joue alors son père, en 1996. En 1999, Ayew rejoint le FC Nania, club ghanéen fondé un an plus tôt par son père. Âgé de 14 ans, il intègre l'équipe première en 2003, tout en continuant à jouer avec les jeunes,.
En 2005, Ayew retourne en France et rejoint le centre de formation de l'Olympique de Marseille, autre ancien club de son père. Il évolue avec l'équipe réserve en CFA 2 lors de la saison 2006-2007, marquant 11 buts en 18 matchs. Ayew signe son premier contrat professionnel avec Marseille en 2007 pour une durée de quatre ans.

### Premiers pas professionnels à Marseille et prêts

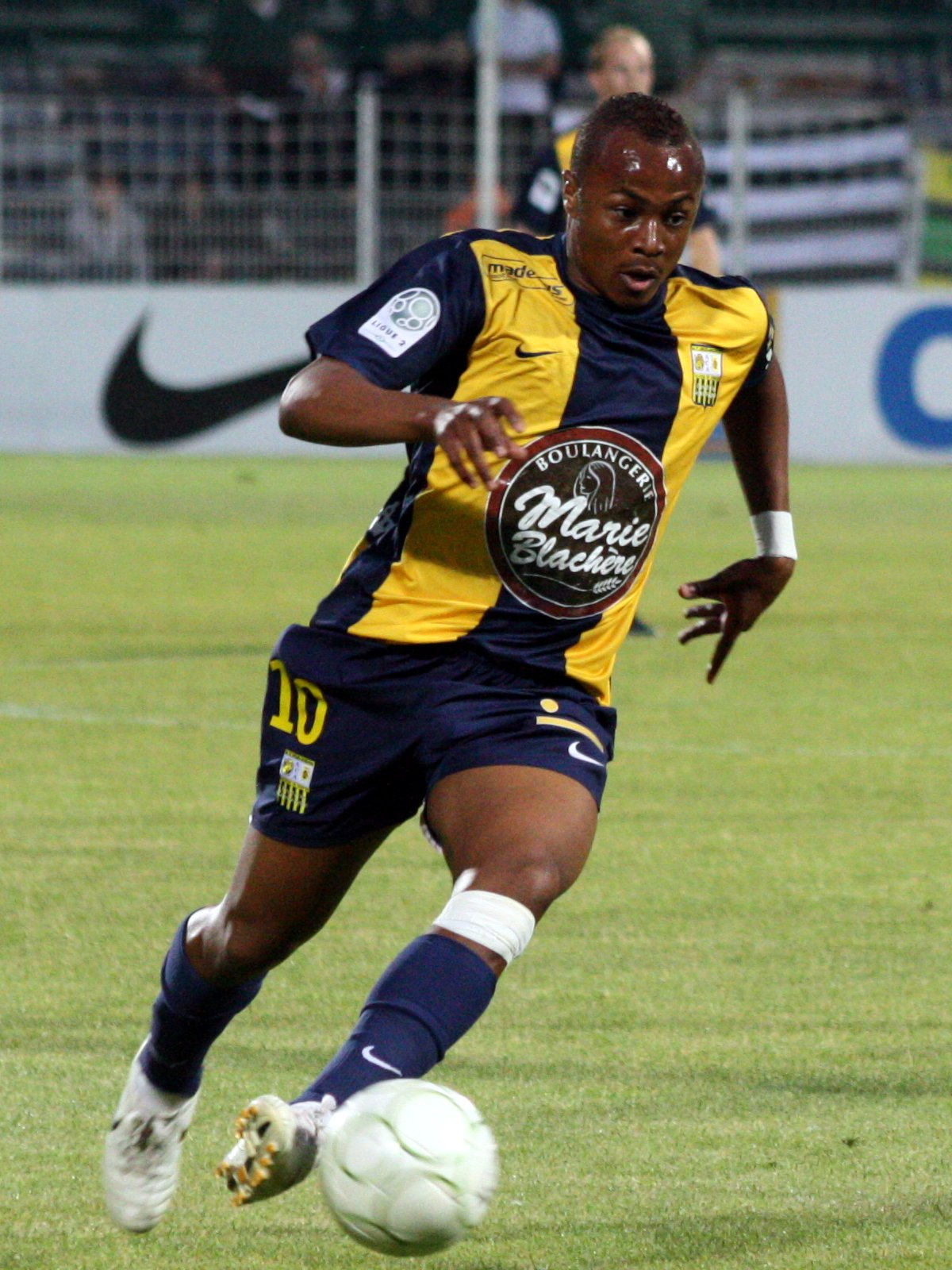
Ayew avec AC Arles-Avignon en 2010

André Ayew prend part à son premier match de Ligue 1 le 15 août 2007 en entrant à une minute de la fin du temps règlementaire lors du match comptant pour la troisième journée disputé à l'extérieur face au Valenciennes FC (2-1). Il joue son premier match de Coupe d'Europe face au FC Porto (1-1) le 24 octobre suivant durant le match de poule de la Ligue des champions et commence petit à petit à s'imposer au sein de l'effectif olympien au poste d'ailier gauche malgré son jeune âge.
En août 2008, Ayew est prêté pour une saison sans option d'achat au FC Lorient. Il entre en jeu dès la deuxième journée de Ligue 1 face à Lyon. Le 27 septembre, il marque son premier but en Ligue 1 sur le terrain du FC Sochaux. Au total, il prend part à 24 rencontres et marque trois buts sous le maillot des Merlus.
Ne rentrant pas dans les plans de Didier Deschamps, André Ayew est prêté par l'OM à l'AC Arles-Avignon fin août 2009. Il joue son premier match le 11 septembre 2009 face à Angers et marque dès le match suivant à Tours. Il joue 25 matchs de championnat pour l'ACAA, participant à la montée du club provençal en Ligue 1.

### Retour à l'Olympique de Marseille

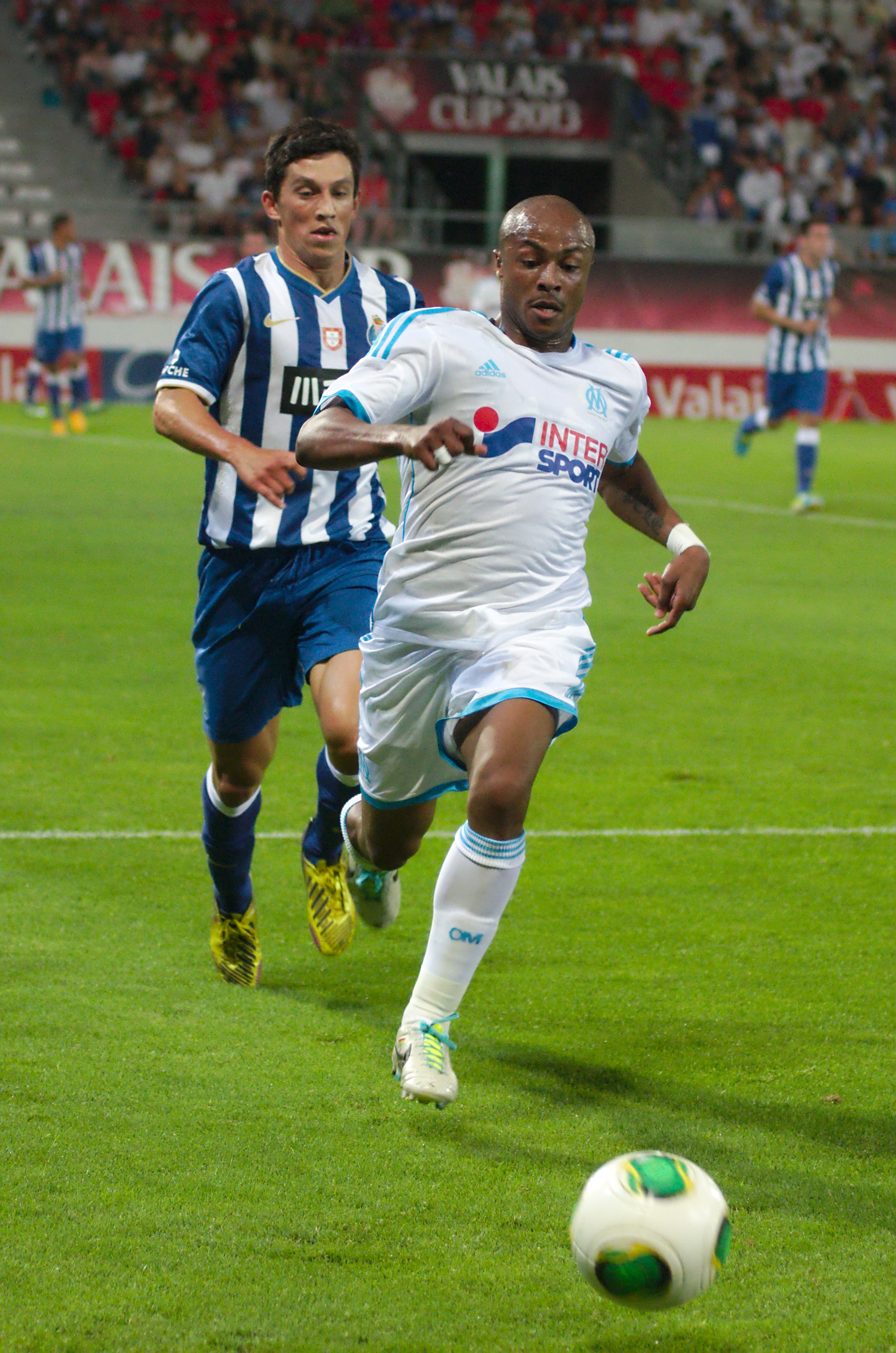
Ayew avec l'Olympique de Marseille en 2013

En juin 2010, Ayew revient à l'Olympique de Marseille et Didier Deschamps assure avoir besoin de lui pour la saison 2010-2011. Le jeune milieu ghanéen marque son premier but sous les couleurs de l'OM face au Valenciennes FC lors d'une défaite trois buts à deux. Lors de la 6e journée de Ligue 1, il s'offre un doublé face à son ancien club, l'AC Arles-Avignon. Régulièrement titularisé par Didier Deschamps sur le côté gauche de l'attaque phocéenne ou comme milieu relayeur, il gagne du temps de jeu et s'impose définitivement au sein de la formation marseillaise grâce à ses bonnes performances. Le 27 avril 2011, il marque un triplé lors du match comptant pour la 32e journée de Ligue 1 face à l'OGC Nice (4-2), ce qui permet à l'OM de prendre la tête du championnat. Ses bonnes performances en championnat lui valent d'être nommé pour le titre de meilleur espoir de Ligue 1 aux trophées UNFP 2011 et de remporter le prix du meilleur joueur de la saison élu par les supporters de l'OM. Il remporte son premier titre cette même saison avec la coupe de la ligue 2011 en battant le Montpellier HSC.
Le 27 juillet 2011, il commence la saison en trombe en marquant un triplé dont deux buts sur pénalty lors du Trophée des champions qu'il remporte 5-4 contre le Lille OSC. Le 28 septembre suivant, Ayew marque ses deux premiers buts en Ligue des champions lors de la deuxième journée des matchs de poule face au Borussia Dortmund (3-0). Le 17 décembre 2011, jour de ses 22 ans, André Ayew prolonge son contrat d'un an avec l'OM, ce qui le lie désormais au club marseillais jusqu'en juin 2015. Il remporte une seconde coupe de la ligue consécutif en battant l'Olympique lyonnais lors de la prolongation. En huitième de finale de la ligue des champions, il marque le seul but du match aller contre l'Inter Milan avant que l'OM se qualifie malgré la défaite à l'extérieur. Il joue pour la première fois de sa carrière les quarts de finale de la plus prestigieuse compétition mais s'incline à l'aller et au retour contre le Bayern Munich.
En 2012-2013, il termine vice-champion de France.
Le 4 avril 2014 pendant la 32e journée du championnat, il marque un triplé avec l'Olympique de Marseille contre l'AC Ajaccio, la lanterne rouge. Il permet à son équipe de gagner (3-1) après cinq matchs sans victoires. Le club termine sixième et se fait éliminer dès la phase de poule de Ligue des champions avec aucun point en six matchs.
Lors de la saison 2014-2015, sous les ordres de Marcelo Bielsa, l'OM fait un très bon début de saison et termine champion d'automne à la trêve hivernale mais la seconde partie de saison est plus compliquée est le club conclut la saison à la 4e place du championnat à deux points du podium. Le 17 mai 2015, après le match face au Lille OSC, il annonce officiellement qu'il quittera son club formateur en fin de saison. Il joue son dernier match sous le maillot phocéen le 23 mai suivant contre le SC Bastia. Le chouchou des supporters ne peut que pleurer alors que les supporters et le club lui rendent hommage pour la dernière fois.

### Swansea City
En fin de contrat avec l'Olympique de Marseille, et malgré les intérêts de l'Inter Milan, de l'AC Milan, de l'AS Rome ou encore d'Everton FC, il s'engage finalement avec Swansea City le 10 juin 2015 pour une durée de quatre ans. Il prend comme numéro de maillot le 10, qui est laissé libre depuis le départ de Wilfried Bony à Manchester City, comme en sélection et à l'Olympique de Marseille. Le 8 août 2015, il marque son premier but lors de son premier match en ouverture du championnat contre Chelsea (2-2) et récidive lors de la deuxième journée en doublant la mise face à Newcastle (victoire 2-0). Titulaire depuis son arrivée à Swansea City, il participe grandement à la victoire 2 à 1 de son équipe contre Manchester United lors de la 4e journée en marquant le premier but de la tête puis en offrant une passe décisive de l'extérieur du pied à Bafétimbi Gomis. Titulaire indiscutable toute la saison, il prend part à trente-cinq matchs toutes compétitions confondues pour douze buts.

### West Ham United
Le 8 août 2016, André Ayew s'engage avec West Ham pour quatre saisons. Le transfert s'élève à 24 millions d'euros. Il joue son premier match sous ses nouvelles couleurs lors de la première journée de championnat contre Chelsea et se blesse gravement à la cuisse. Absent presque trois mois, il fait son retour sur les terrains fin octobre lors d'un match de Coupe d'Angleterre face à ce même Chelsea. Il marque son premier but sous ses nouvelles couleurs lors d'une victoire quatre buts à un face à son ancienne équipe de Swansea. Pour sa première saison dans le club londonien il participe à 25 matchs de championnat et marque six buts permettant à son équipe de terminer à la onzième place.

### Retour à Swansea
Le 31 janvier 2018, André Ayew retourne au Swansea City pour un montant estimé de 21 millions d'euros et y signe un contrat de trois ans et demi. Il fait son retour sur le terrain avec Swansea dès le 10 février 2018 lors d'un match à domicile disputé contre le Burnley FC gagné 1-0 par son équipe. André Ayew dispute douze matchs avec son nouveau club en championnat sans parvenir à trouver le chemin des filets et ne peut empêcher la relégation de Swansea City en Championship à l'issue de la saison 2017-2018 de Premier League.

#### Prêt en Turquie au Fenerbahçe SK (2018-2019)
Le 27 juillet 2018, André Ayew est officiellement prêté pour une saison au club turc du Fenerbahçe SK. Il va disputer son premier match avec son club dès la première journée de championnat lors de la victoire 1-0 contre le club de Bursaspor. Le 1er septembre 2018, il marque son premier but lors de la défaite à domicile de son équipe 2-3 contre le Kayserispor. Pour la saison 2018-2019 de la Süper Lig, André Ayew va disputer 29 matchs de championnat et marquer 5 buts.

### Nouveau retour à Swansea en Championship
La saison suivante, Ayew reste au Swansea City et va disputer la saison 2019-2020 de Championship. Lors de sa première saison, il va disputer 46 matchs de championnat et marquer 16 buts permettant à son équipe de se qualifier pour les play-offs de promotion. Cependant, ils seront éliminés en demi-finale par Brentford FC.

### Al-Sadd SC
Le 22 juillet 2021, Ayew s'engage librement au Al-Sadd SC pour deux saisons, club qatari où a évolué son père. Il joue son premier match le 12 septembre suivant lors d'une victoire contre Al-Sailiya SC avant d'enchainer sept victoires en sept matchs consécutives et en marquant à chaque rencontres. Le 22 octobre 2021, il remporte la Coupe du Qatar contre Al-Rayyan SC.

### Retour en Angleterre à Nottingham Forest
Début février 2023, l'attaquant rejoint Nottingham Forest pour un transfert gratuit à la suite de son départ d'Al Sadd et a signé un accord jusqu'à la fin de la saison.

### Signature au Havre AC et retour en Ligue 1
En novembre 2023, libre de tout contrat, André Ayew rejoint le Havre AC et retrouve la Ligue 1, huit ans après son départ de l'OM. Il joue son premier match face au FC Nantes à la Beaujoire (score 0-0) où il est expulsé deux minutes après son entrée en jeu. Le 28 janvier 2024, deux jours après être rentré de la CAN en Côte d'Ivoire, il inscrit ses deux premiers buts avec le club normand, dont un retourné acrobatique dans les dernières secondes du match, permettant à son équipe d'arracher le match nul à Lorient (3-3). Avec cinq buts inscrits en Ligue 1 et un en Coupe de France, il est le meilleur buteur de son équipe sur l'ensemble de la saison. Libre de tout contrat, il quitte le club normand au moins de juin, avant de s'engager à nouveau avec celui-ci pour la saison en cours en octobre 2024.

### Sélection nationale

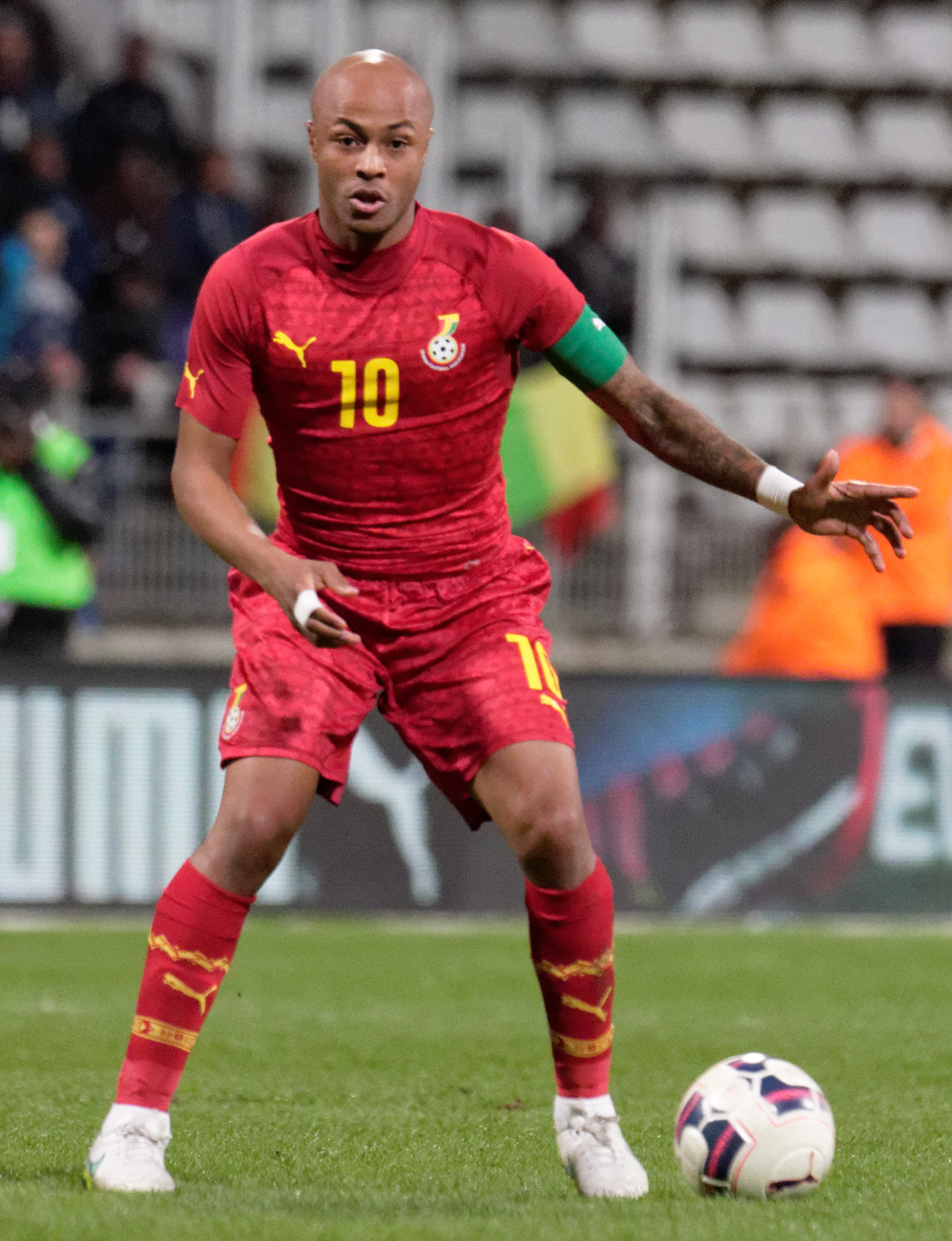
André Ayew lors d'un match entre le Mali et le Ghana en 2015.

Au mois d'août 2007, il est sélectionné par Claude Le Roy, alors sélectionneur du Ghana, et entre en toute fin de match contre le Sénégal.
Ayew est retenu pour participer à la Coupe d'Afrique des nations 2008 qui se déroule au Ghana. Il participe à quelques matchs, entrant en jeu pour le match d'ouverture remporté contre la Guinée. C'est également le cas lors des autres matches de poule contre la Namibie et le Maroc. La sélection ghanéenne termine première de son groupe avant d'être éliminée en demi-finale face au Cameroun un but à zéro. Le Ghana termine troisième en battant ensuite la Côte d'Ivoire. Fin septembre 2009, André Ayew prend part en tant que capitaine à la Coupe du monde des moins de 20 ans et dispute l'intégralité des sept rencontres disputées par le Ghana. En finale, les jeunes Black Stars viennent à bout des Brésiliens à l'issue de la séance des tirs au but et deviennent pour la première fois champions du monde.
Ayew prend part à la Coupe d'Afrique des nations 2010 se déroulant en Angola. Lors des matches de poule, il marque son premier but avec l'équipe nationale du Ghana contre le Burkina Faso. Il est titularisé à chaque match de la compétition et le Ghana finit second après avoir été battu en finale par l'Égypte un but à zéro. André Ayew est convoqué par le sélectionneur serbe du Ghana Milovan Rajevac pour disputer la Coupe du monde 2010 qui se déroule en Afrique du Sud. Il est une des pièces maîtresse de l'effectif, évoluant titulaire à chaque match. Grâce notamment à sa victoire contre la Serbie et son match nul contre l'Australie, le Ghana termine second de son groupe, ce qui lui permet d'accéder aux huitièmes de finale. Ayew récolte son second carton jaune de la compétition face aux États-Unis, ce qui le prive du quart de finale perdu face à l'Uruguay. Il est l'une des révélations de ce Mondial et fait partie des trois nommés pour remporter le trophée du meilleur espoir de la Coupe du monde, remporté par Thomas Müller.
Il est convoqué pour la Coupe d'Afrique des nations 2012 où le Ghana termine premier de son groupe avec deux victoires et un nul avant de battre la Tunisie en quart puis s'incliner contre la Zambie en demi-finale. La sélection termine quatrième de la compétition après s'être incliné contre le Mali. Le 7 janvier 2013, alors qu'il fait partie de la sélection pour la Coupe d'Afrique des nations 2013, son entraîneur décide d'exclure André Ayew du groupe ghanéen à la suite de son absence à la date limite à cause d'une blessure.
Convoqué à la Coupe du monde 2014, Ayew marque face aux États-Unis et à l'Allemagne, future vainqueure de la compétition. Le Ghana effectue un parcours décevant en étant éliminé dès les phases de groupe. Ayew est un joueur clef des Black Stars lors de la Coupe d'Afrique des nations 2015 où il marque trois buts. Le Ghana atteint la finale mais s'incline aux tirs au but contre la Côte d'Ivoire. Il participe avec le Ghana à la Coupe d'Afrique des nations 2017 et à la Coupe d'Afrique des nations 2019 organisée en Égypte. 
Le 12 novembre 2020, Ayew réalise un doublé contre le Soudan et contribue à un succès 2-1 pour le compte des qualifications à la CAN 2021. Il égale ainsi le nombre de buts inscrits par son père Abedi en sélection avec un total de 19 buts. L'année suivantre, il est de nouveau convoqué pour participer à la Coupe d'Afrique des nations 2021. Le 14 novembre 2022, il est sélectionné par Otto Addo pour participer à la Coupe du monde 2022. Le 31 décembre 2023, il est retenu dans la liste des vingt-sept joueurs ghanéens sélectionnés par Chris Hughton pour disputer la Coupe d'Afrique des nations 2023.

## Statistiques

### Statistiques détaillées
| Saison                | Club                    | Championnat           | Championnat | Championnat | Championnat | Coupe nationale | Coupe nationale | Coupe nationale | Coupe de la Ligue | Coupe de la Ligue | Coupe de la Ligue | Supercoupe | Supercoupe | Supercoupe | Compétition(s) continentale(s) | Compétition(s) continentale(s) | Compétition(s) continentale(s) | Compétition(s) continentale(s) | Autres compétitions | Autres compétitions | Autres compétitions | Autres compétitions | Total | Total | Total |
| Saison                | Club                    | Division              | M.          | B.          | P.d.        | M.              | B.              | P.d.            | M.                | B.                | P.d.              | M.         | B.         | P.d.       | Comp.                          | M.                             | B.                             | P.d.                           | Comp.               | M.                  | B.                  | P.d.                | M.    | B.    | P.d.  |
| 2007-2008             | Olympique de Marseille  | Ligue 1               | 9           | 0           | 0           | 2               | 0               | 0               | -                 | -                 | -                 | -          | -          | -          | C1+C3                          | 3+1                            | 0+0                            | 0+0                            | -                   | -                   | -                   | -                   | 15    | 0     | 0     |
| 2010-2011             | Olympique de Marseille  | Ligue 1               | 37          | 11          | 3           | 1               | 0               | 0               | 4                 | 2                 | 0                 | 1          | 0          | 0          | C1                             | 8                              | 0                              | 2                              | -                   | -                   | -                   | -                   | 51    | 13    | 5     |
| 2011-2012             | Olympique de Marseille  | Ligue 1               | 26          | 8           | 1           | 2               | 1               | 3               | 1                 | 0                 | 0                 | 1          | 3          | 0          | C1                             | 9                              | 4                              | 0                              | -                   | -                   | -                   | -                   | 39    | 16    | 4     |
| 2012-2013             | Olympique de Marseille  | Ligue 1               | 35          | 9           | 3           | 2               | 0               | 0               | 1                 | 0                 | 0                 | -          | -          | -          | C3                             | 7                              | 3                              | 1                              | -                   | -                   | -                   | -                   | 45    | 12    | 4     |
| 2013-2014             | Olympique de Marseille  | Ligue 1               | 25          | 6           | 3           | -               | -               | -               | -                 | -                 | -                 | -          | -          | -          | C1                             | 4                              | 2                              | 0                              | -                   | -                   | -                   | -                   | 29    | 8     | 3     |
| 2014-2015             | Olympique de Marseille  | Ligue 1               | 28          | 10          | 3           | 1               | 1               | 0               | 1                 | 0                 | 0                 | -          | -          | -          | -                              | -                              | -                              | -                              | -                   | -                   | -                   | -                   | 30    | 11    | 3     |
| Sous-total            | Sous-total              | Sous-total            | 160         | 44          | 13          | 8               | 2               | 3               | 7                 | 2                 | 0                 | 2          | 3          | 0          | -                              | 32                             | 9                              | 3                              | -                   | -                   | -                   | -                   | 209   | 60    | 19    |
| 2008-2009             | FC Lorient (prêt)       | Ligue 1               | 22          | 3           | 1           | 2               | 0               | 0               | -                 | -                 | -                 | -          | -          | -          | -                              | -                              | -                              | -                              | -                   | -                   | -                   | -                   | 24    | 3     | 1     |
| 2009-2010             | AC Arles-Avignon (prêt) | Ligue 2               | 25          | 4           | 3           | 1               | 0               | 0               | -                 | -                 | -                 | -          | -          | -          | -                              | -                              | -                              | -                              | -                   | -                   | -                   | -                   | 26    | 4     | 3     |
| 2015-2016             | Swansea City            | Premier League        | 34          | 12          | 2           | -               | -               | -               | 1                 | 0                 | 0                 | -          | -          | -          | -                              | -                              | -                              | -                              | -                   | -                   | -                   | -                   | 35    | 12    | 2     |
| 2016-2017             | West Ham United         | Premier League        | 25          | 6           | 3           | -               | -               | -               | 1                 | 0                 | 0                 | -          | -          | -          | C3                             | -                              | -                              | -                              | -                   | -                   | -                   | -                   | 26    | 6     | 3     |
| 2017-2018             | West Ham United         | Premier League        | 18          | 3           | 2           | 2               | 0               | 0               | 4                 | 3                 | 1                 | -          | -          | -          | -                              | -                              | -                              | -                              | -                   | -                   | -                   | -                   | 24    | 6     | 3     |
| Sous-total            | Sous-total              | Sous-total            | 43          | 9           | 5           | 2               | 0               | 0               | 5                 | 3                 | 1                 | -          | -          | -          | -                              | -                              | -                              | -                              | -                   | -                   | -                   | -                   | 50    | 12    | 6     |
| 2017-2018             | Swansea City            | Premier League        | 12          | 0           | 2           | -               | -               | -               | -                 | -                 | -                 | -          | -          | -          | -                              | -                              | -                              | -                              | -                   | -                   | -                   | -                   | 12    | 0     | 2     |
| 2019-2020             | Swansea City            | Championship          | 44          | 15          | 7           | -               | -               | -               | 1                 | 2                 | 0                 | -          | -          | -          | -                              | -                              | -                              | -                              | BR                  | 2                   | 1                   | 0                   | 47    | 18    | 7     |
| 2020-2021             | Swansea City            | Championship          | 43          | 16          | 4           | -               | -               | -               | 1                 | 0                 | 0                 | -          | -          | -          | -                              | -                              | -                              | -                              | BR                  | 3                   | 1                   | 0                   | 47    | 17    | 4     |
| Sous-total            | Sous-total              | Sous-total            | 99          | 31          | 13          | -               | -               | -               | 2                 | 2                 | 0                 | -          | -          | -          | -                              | -                              | -                              | -                              | -                   | 5                   | 2                   | 0                   | 106   | 35    | 13    |
| 2018-2019             | Fenerbahçe SK (prêt)    | Süper Lig             | 29          | 5           | 1           | 3               | 0               | 0               | -                 | -                 | -                 | -          | -          | -          | C1+C3                          | 1+5                            | 0+0                            | 0+1                            | -                   | -                   | -                   | -                   | 38    | 5     | 2     |
| 2021-2022             | Al-Sadd SC              | Qatar Stars League    | 21          | 15          | 1           | 4               | 2               | 0               | -                 | -                 | -                 | -          | -          | -          | C1                             | 4                              | 1                              | 1                              | -                   | -                   | -                   | -                   | 29    | 18    | 2     |
| 2022-2023             | Al-Sadd SC              | Qatar Stars League    | 9           | 3           | 1           | -               | -               | -               | 3                 | 1                 | 0                 | -          | -          | -          | -                              | -                              | -                              | -                              | -                   | -                   | -                   | -                   | 12    | 4     | 1     |
| Sous-total            | Sous-total              | Sous-total            | 30          | 18          | 2           | 4               | 2               | 0               | 3                 | 1                 | 0                 | -          | -          | -          | -                              | 4                              | 1                              | 1                              | -                   | -                   | -                   | -                   | 41    | 22    | 3     |
| 2022-2023             | Nottingham Forest       | Premier League        | 13          | 0           | 0           | -               | -               | -               | -                 | -                 | -                 | -          | -          | -          | -                              | -                              | -                              | -                              | -                   | -                   | -                   | -                   | 13    | 0     | 0     |
| 2023-2024             | Le Havre AC             | Ligue 1               | 19          | 5           | 0           | 1               | 1               | 0               | -                 | -                 | -                 | -          | -          | -          | -                              | -                              | -                              | -                              | -                   | -                   | -                   | -                   | 20    | 6     | 0     |
| 2024-2025             | Le Havre AC             | Ligue 1               | 27          | 4           | 1           | 1               | 0               | 0               | -                 | -                 | -                 | -          | -          | -          | -                              | -                              | -                              | -                              | -                   | -                   | -                   | -                   | 28    | 4     | 1     |
| Sous-total            | Sous-total              | Sous-total            | 46          | 9           | 1           | 2               | 1               | 0               | -                 | -                 | -                 | -          | -          | -          | -                              | -                              | -                              | -                              | -                   | -                   | -                   | -                   | 48    | 10    | 1     |
| Total sur la carrière | Total sur la carrière   | Total sur la carrière | 501         | 135         | 41          | 22              | 5               | 3               | 18                | 8                 | 1                 | 2          | 3          | 0          | -                              | 42                             | 10                             | 5                              | -                   | 5                   | 2                   | 0                   | 590   | 163   | 50    |

### En sélection nationale
| Saison                | Sélection             | Phases finales                 | Phases finales | Phases finales | Phases finales | Éliminatoires | Éliminatoires | Éliminatoires | Matchs amicaux | Matchs amicaux | Matchs amicaux | Coupe Kirin 2022 | Coupe Kirin 2022 | Coupe Kirin 2022 | Total | Total | Total |
| Saison                | Sélection             | Compétition                    | M              | B              | Pd             | M             | B             | Pd            | M              | B              | Pd             | M                | B                | Pd               | M     | B     | Pd    |
| --------------------- | --------------------- | ------------------------------ | -------------- | -------------- | -------------- | ------------- | ------------- | ------------- | -------------- | -------------- | -------------- | ---------------- | ---------------- | ---------------- | ----- | ----- | ----- |
| 2007-2008             | Ghana                 | CAN 2008                       | 4              | 0              | 0              | -             | -             | -             | 6              | 0              | 0              | -                | -                | -                | 10    | 0     | 0     |
| 2008-2009             | Ghana                 | -                              | -              | -              | -              | -             | -             | -             | 1              | 0              | 0              | -                | -                | -                | 1     | 0     | 0     |
| 2009-2010             | Ghana                 | CAN 2010 + Coupe du monde 2010 | 5+4            | 1+0            | 0+1            | -             | -             | -             | 5              | 0              | 0              | -                | -                | -                | 14    | 1     | 1     |
| 2010-2011             | Ghana                 | -                              | -              | -              | -              | 4             | 1             | 0             | 3              | 0              | 0              | -                | -                | -                | 7     | 1     | 0     |
| 2011-2012             | Ghana                 | CAN 2012                       | 6              | 2              | 0              | 1             | 0             | 0             | 2              | 0              | 0              | -                | -                | -                | 9     | 2     | 0     |
| 2012-2013             | Ghana                 | -                              | -              | -              | -              | 2             | 0             | 2             | 1              | 0              | 0              | -                | -                | -                | 3     | 0     | 2     |
| 2013-2014             | Ghana                 | Coupe du monde 2014            | 3              | 2              | 0              | 3             | 0             | 0             | 2              | 0              | 1              | -                | -                | -                | 8     | 2     | 1     |
| 2014-2015             | Ghana                 | CAN 2015                       | 6              | 3              | 2              | 5             | 2             | 0             | 2              | 0              | 0              | -                | -                | -                | 13    | 5     | 2     |
| 2015-2016             | Ghana                 | -                              | -              | -              | -              | 4             | 1             | 0             | 1              | 0              | 0              | -                | -                | -                | 5     | 1     | 0     |
| 2016-2017             | Ghana                 | CAN 2017                       | 6              | 2              | 0              | 2             | 0             | 0             | -              | -              | -              | -                | -                | -                | 8     | 2     | 0     |
| 2017-2018             | Ghana                 | -                              | -              | -              | -              | 1             | 0             | 0             | -              | -              | -              | -                | -                | -                | 1     | 0     | 0     |
| 2018-2019             | Ghana                 | CAN 2019                       | 4              | 1              | 0              | 2             | 0             | 0             | 1              | 0              | 0              | -                | -                | -                | 7     | 1     | 0     |
| 2019-2020             | Ghana                 | -                              | -              | -              | -              | 2             | 0             | 0             | -              | -              | -              | -                | -                | -                | 2     | 0     | 0     |
| 2020-2021             | Ghana                 | -                              | -              | -              | -              | 2             | 2             | 0             | 4              | 2              | 0              | -                | -                | -                | 6     | 4     | 0     |
| 2021-2022             | Ghana                 | CAN 2021                       | 3              | 1              | 0              | 8             | 3             | 0             | -              | -              | -              | 2                | 0                | 0                | 13    | 4     | 0     |
| 2022-2023             | Ghana                 | Coupe du monde 2022            | 3              | 1              | 0              | 1             | 0             | 0             | 3              | 0              | 0              | -                | -                | -                | 7     | 1     | 0     |
| 2023-2024             | Ghana                 | CAN 2023                       | 2              | 0              | 0              | 1             | 0             | 0             | 3              | 0              | 0              | -                | -                | -                | 6     | 0     | 0     |
| Total sur la carrière | Total sur la carrière | Total sur la carrière          | 46             | 13             | 3              | 38            | 9             | 2             | 34             | 2              | 1              | 2                | 0                | 0                | 120   | 24    | 6     |

### Liste des matchs internationaux
| Matchs internationaux de André Ayew | Matchs internationaux de André Ayew | Matchs internationaux de André Ayew                                          | Matchs internationaux de André Ayew | Matchs internationaux de André Ayew | Matchs internationaux de André Ayew     | Matchs internationaux de André Ayew                                        |
|                                     | Date                                | Lieu                                                                         | Adversaire                          | Résultats                           | Compétitions                            | Notes                                                                      |
| ----------------------------------- | ----------------------------------- | ---------------------------------------------------------------------------- | ----------------------------------- | ----------------------------------- | --------------------------------------- | -------------------------------------------------------------------------- |
| 1.                                  | 21 août 2007                        | The Den, Londres, Angleterre                                                 | Sénégal                             | 1 - 1                               | Match amical                            | Rentre en jeu à la 90e minute à la place de Haminu Draman.                 |
| 2.                                  | 8 septembre 2007                    | Stade Robert-Diochon, Le Petit-Quevilly, France                              | Maroc                               | 2 - 0                               | Match amical                            | Rentre en jeu à la 36e minute à la place de Sulley Muntari.                |
| 3.                                  | 11 septembre 2007                   | Stade international du Roi-Fahd, Riyad, Arabie saoudite                      | Arabie saoudite                     | 5 - 0                               | Match amical                            | Rentre en jeu à la 46e minute à la place de Laryea Kingston.               |
| 4.                                  | 18 novembre 2007                    | Tamale Stadium, Tamale, Ghana                                                | Togo                                | 2 - 0                               | Match amical                            | Rentre en jeu à la 80e minute à la place de Laryea Kingston.               |
| 5.                                  | 21 novembre 2007                    | Tamale Stadium, Tamale, Ghana                                                | Bénin                               | 4 - 2                               | Match amical                            | Rentre en jeu à la 46e minute à la place de Baffour Gyan.                  |
| 6.                                  | 20 janvier 2008                     | Accra Sports Stadium, Accra, Ghana                                           | Guinée                              | 2 - 1                               | CAN 2008                                | Rentre en jeu à la 75e minute à la place de Quincy Owusu-Abeyie.           |
| 7.                                  | 24 janvier 2008                     | Accra Sports Stadium, Accra, Ghana                                           | Namibie                             | 1 - 0                               | CAN 2008                                | Rentre en jeu à la 65e minute à la place de Laryea Kingston.               |
| 8.                                  | 28 janvier 2008                     | Accra Sports Stadium, Accra, Ghana                                           | Maroc                               | 2 - 0                               | CAN 2008                                | Rentre en jeu à la 82e minute à la place de Junior Agogo.                  |
| 9.                                  | 7 février 2008                      | Accra Sports Stadium, Accra, Ghana                                           | Cameroun                            | 0 - 1                               | CAN 2008                                | Titulaire et remplacé par Ahmed Barusso à la 86e minute de jeu.            |
| 10.                                 | 26 mars 2008                        | Craven Cottage, Londres, Angleterre                                          | Mexique                             | 1 - 2                               | Match amical                            | Rentre en jeu à la 46e minute à la place de Haminu Draman.                 |
| 11.                                 | 19 novembre 2008                    | Accra Sports Stadium, Accra, Ghana                                           | Tunisie                             | 0 - 0                               | Match amical                            | Titulaire et remplacé par Quincy Owusu-Abeyie à la 64e minute de jeu.      |
| 12.                                 | 18 novembre 2009                    | Stade national du 11-Novembre, Luanda, Angola                                | Angola                              | 0 - 0                               | Match amical                            | Titulaire et remplacé par Aziz Ansah à la 90e minute de jeu.               |
| 13.                                 | 5 janvier 2010                      | Mavuso Sports Centre, Manzini, Eswatini                                      | Malawi                              | 0 - 0                               | Match amical                            | Titulaire.                                                                 |
| 14.                                 | 15 janvier 2010                     | Stade national de Chiazi, Cabinda, Angola                                    | Côte d'Ivoire                       | 3 - 1                               | CAN 2010                                | Titulaire et remplacé par Michael Essien à la 46e minute de jeu.           |
| 15.                                 | 19 janvier 2010                     | Stade national du 11-Novembre, Luanda, Angola                                | Burkina Faso                        | 0 - 1                               | CAN 2010                                | Titulaire.                                                                 |
| 16.                                 | 24 janvier 2010                     | Stade national du 11-Novembre, Luanda, Angola                                | Angola                              | 0 - 1                               | CAN 2010                                | Titulaire et remplacé par Rahim Ayew à la 90e minute de jeu.               |
| 17.                                 | 28 janvier 2010                     | Stade national du 11-Novembre, Luanda, Angola                                | Nigeria                             | 1 - 0                               | CAN 2010                                | Titulaire.                                                                 |
| 18.                                 | 31 janvier 2010                     | Stade national du 11-Novembre, Luanda, Angola                                | Égypte                              | 0 - 1                               | CAN 2010                                | Titulaire.                                                                 |
| 19.                                 | 3 mars 2010                         | Stade Asim-Ferhatović-Hase, Sarajevo, Bosnie-Herzégovine                     | Bosnie-Herzégovine                  | 2 - 1                               | Match amical                            | Rentre en jeu à la 46e minute à la place de Rahim Ayew.                    |
| 20.                                 | 1er juin 2010                       | Stade Feijenoord, Rotterdam, Pays-Bas                                        | Pays-Bas                            | 4 - 1                               | Match amical                            | Rentre en jeu à la 46e minute à la place de Quincy Owusu-Abeyie.           |
| 21.                                 | 5 juin 2010                         | Stadium MK, Milton Keynes, Angleterre                                        | Lettonie                            | 1 - 0                               | Match amical                            | Titulaire et remplacé par Matthew Amoah à la 83e minute de jeu.            |
| 22.                                 | 13 juin 2010                        | Loftus Versfeld Stadium, Pretoria, Afrique du Sud                            | Serbie                              | 0 - 1                               | Coupe du monde 2010                     | Titulaire.                                                                 |
| 23.                                 | 19 juin 2010                        | Stade Royal Bafokeng, Rustenberg, Afrique du Sud                             | Australie                           | 1 - 1                               | Coupe du monde 2010                     | Titulaire.                                                                 |
| 24.                                 | 23 juin 2010                        | FNB Stadium, Johannesbourg, Afrique du Sud                                   | Allemagne                           | 0 - 1                               | Coupe du monde 2010                     | Titulaire et remplacé par Dominic Adiyiah à la 90e minute de jeu.          |
| 25.                                 | 26 juin 2010                        | Stade Royal Bafokeng, Rustenberg, Afrique du Sud                             | États-Unis                          | 1 - 2                               | Coupe du monde 2010                     | Titulaire.                                                                 |
| 26.                                 | 11 août 2010                        | FNB Stadium, Johannesbourg, Afrique du Sud                                   | Afrique du Sud                      | 1 - 0                               | Match amical                            | Titulaire et remplacé par Cofie Bekoe à la 60e minute de jeu.              |
| 27.                                 | 5 septembre 2010                    | Somhlolo National Stadium, Lobamba, Eswatini                                 | Eswatini                            | 0 - 3                               | Éliminatoires de la CAN 2012            | Titulaire et remplacé par Jordan Ayew à la 79e minute de jeu.              |
| 28.                                 | 10 octobre 2010                     | Baba Yara Stadium, Kumasi, Ghana                                             | Soudan                              | 0 - 0                               | Éliminatoires de la CAN 2012            | Titulaire et remplacé par Emmanuel Clottey à la 76e minute de jeu.         |
| 29.                                 | 17 novembre 2010                    | Stade Al-Maktoum, Dubaï, Émirats arabes unis                                 | Arabie saoudite                     | 0 - 0                               | Match amical                            | Titulaire.                                                                 |
| 30.                                 | 27 mars 2011                        | Stade Alphonse-Massamba-Débat, Brazzaville, République du Congo              | Congo                               | 0 - 3                               | Éliminatoires de la CAN 2012            | Titulaire et remplacé par Sulley Muntari à la 80e minute de jeu.           |
| 31.                                 | 29 mars 2011                        | Stade de Wembley, Londres, Angleterre                                        | Angleterre                          | 1 - 1                               | Match amical                            | Rentre en jeu à la 59e minute à la place de Sulley Muntari.                |
| 32.                                 | 3 juin 2011                         | Baba Yara Stadium, Kumasi, Ghana                                             | Congo                               | 3 - 1                               | Éliminatoires de la CAN 2012            | Rentre en jeu à la 63e minute à la place de Sulley Muntari.                |
| 33.                                 | 2 septembre 2011                    | Accra Sports Stadium, Accra, Ghana                                           | Eswatini                            | 2 - 0                               | Éliminatoires de la CAN 2012            | Titulaire et remplacé par Samuel Inkoom à la 75e minute de jeu.            |
| 34.                                 | 15 novembre 2011                    | Stade des Diablots, Saint-Leu-la-Forêt, France                               | Gabon                               | 2 - 1                               | Match amical                            | Titulaire.                                                                 |
| 35.                                 | 24 janvier 2012                     | Stade de Franceville, Franceville, Gabon                                     | Botswana                            | 1 - 0                               | CAN 2012                                | Titulaire et remplacé par Mohammed Abu à la 88e minute de jeu.             |
| 36.                                 | 28 janvier 2012                     | Stade de Franceville, Franceville, Gabon                                     | Mali                                | 2 - 0                               | CAN 2012                                | Titulaire.                                                                 |
| 37.                                 | 1er février 2012                    | Stade de Franceville, Franceville, Gabon                                     | Guinée                              | 1 - 1                               | CAN 2012                                | Titulaire et remplacé par Charles Takyi à la 87e minute de jeu.            |
| 38.                                 | 5 février 2012                      | Stade de Franceville, Franceville, Gabon                                     | Tunisie                             | 2 - 1                               | CAN 2012                                | Titulaire.                                                                 |
| 39.                                 | 8 février 2012                      | Stade Nkoantoma, Bata, Guinée équatoriale                                    | Zambie                              | 1 - 0                               | CAN 2012                                | Titulaire et remplacé par Sulley Muntari à la 86e minute de jeu.           |
| 40.                                 | 11 février 2012                     | Nuevo Estadio de Malabo, Malabo, Guinée équatoriale                          | Mali                                | 0 - 2                               | CAN 2012                                | Titulaire.                                                                 |
| 41.                                 | 1er mars 2012                       | Subaru Park, Chester, États-Unis                                             | Chili                               | 1 - 1                               | Match amical                            | Rentre en jeu à la 46e minute à la place de Sulley Muntari.                |
| 42.                                 | 8 septembre 2012                    | Tamale Stadium, Tamale, Ghana                                                | Malawi                              | 2 - 0                               | Éliminatoires de la CAN 2013            | Titulaire et remplacé par Solomon Asante à la 73e minute de jeu.           |
| 43.                                 | 11 septembre 2012                   | Complexe sportif Samuel-Kanyon-Doe, Monrovia, Liberia                        | Liberia                             | 2 - 0                               | Match amical                            | Rentre en jeu à la 56e minute à la place de Solomon Asante.                |
| 44.                                 | 13 octobre 2012                     | Civo Stadium, Lilongwe, Malawi                                               | Malawi                              | 0 - 1                               | Éliminatoires de la CAN 2013            | Titulaire et remplacé par Daniel Nii Adjei à la 68e minute de jeu.         |
| 45.                                 | 6 septembre 2013                    | Baba Yara Stadium, Kumasi, Ghana                                             | Zambie                              | 2 - 1                               | Éliminatoires de la Coupe du monde 2014 | Titulaire.                                                                 |
| 46.                                 | 15 octobre 2013                     | Baba Yara Stadium, Kumasi, Ghana                                             | Égypte                              | 6 - 1                               | Éliminatoires de la Coupe du monde 2014 | Titulaire et remplacé par Christian Atsu à la 83e minute de jeu.           |
| 47.                                 | 19 novembre 2013                    | Stade du 30 Juin, Le Caire, Égypte                                           | Égypte                              | 2 - 1                               | Éliminatoires de la Coupe du monde 2014 | Titulaire et remplacé par Mubarak Wakaso à la 58e minute de jeu.           |
| 48.                                 | 31 mai 2014                         | Stade Feijenoord, Rotterdam, Pays-Bas                                        | Pays-Bas                            | 1 - 0                               | Match amical                            | Rentre en jeu à la 63e minute à la place de Mohammed Rabiu.                |
| 49.                                 | 10 juin 2014                        | Hard Rock Stadium, Miami, États-Unis                                         | Corée du Sud                        | 4 - 0                               | Match amical                            | Titulaire et remplacé par Albert Adomah à la 74e minute de jeu.            |
| 50.                                 | 17 juin 2014                        | Arena das Dunas, Natal, Brésil                                               | États-Unis                          | 1 - 2                               | Coupe du monde 2014                     | Titulaire.                                                                 |
| 51.                                 | 21 juin 2014                        | Stade Governador-Plácido-Castelo, Fortaleza, Brésil                          | Allemagne                           | 2 - 2                               | Coupe du monde 2014                     | Titulaire.                                                                 |
| 52.                                 | 26 juin 2014                        | Stade national de Brasilia Mané Garrincha, Brasilia, Brésil                  | Portugal                            | 2 - 1                               | Coupe du monde 2014                     | Titulaire et remplacé par Mubarak Wakaso à la 81e minute de jeu.           |
| 53.                                 | 6 septembre 2014                    | Baba Yara Stadium, Kumasi, Ghana                                             | Ouganda                             | 1 - 1                               | Éliminatoires de la CAN 2015            | Titulaire.                                                                 |
| 54.                                 | 10 septembre 2014                   | Stade de Kégué, Lomé, Togo                                                   | Togo                                | 2 - 3                               | Éliminatoires de la CAN 2015            | Titulaire et remplacé par Mohammed Rabiu à la 64e minute de jeu.           |
| 55.                                 | 11 octobre 2014                     | Stade Mohammed-V, Casablanca, Maroc                                          | Guinée                              | 1 - 1                               | Éliminatoires de la CAN 2015            | Titulaire.                                                                 |
| 56.                                 | 15 octobre 2014                     | Accra Sports Stadium, Accra, Ghana                                           | Guinée                              | 3 - 1                               | Éliminatoires de la CAN 2015            | Titulaire et remplacé par Emmanuel Agyemang-Badu à la 84e minute de jeu.   |
| 57.                                 | 15 novembre 2014                    | Mandela National Stadium, Kampala, Ouganda                                   | Ouganda                             | 1 - 0                               | Éliminatoires de la CAN 2015            | Titulaire et remplacé par Mubarak Wakaso à la 75e minute de jeu.           |
| 58.                                 | 19 janvier 2015                     | Estadio de Mongomo, Mongomo, Guinée équatoriale                              | Sénégal                             | 1 - 2                               | CAN 2015                                | Titulaire et remplacé par David Accam à la 88e minute de jeu.              |
| 59.                                 | 23 janvier 2015                     | Estadio de Mongomo, Mongomo, Guinée équatoriale                              | Algérie                             | 1 - 0                               | CAN 2015                                | Titulaire et remplacé par Solomon Asante à la 84e minute de jeu.           |
| 60.                                 | 27 janvier 2015                     | Estadio de Mongomo, Mongomo, Guinée équatoriale                              | Afrique du Sud                      | 1 - 2                               | CAN 2015                                | Titulaire.                                                                 |
| 61.                                 | 1er février 2015                    | Nuevo Estadio de Malabo, Malabo, Guinée équatoriale                          | Guinée                              | 3 - 0                               | CAN 2015                                | Titulaire.                                                                 |
| 62.                                 | 5 février 2015                      | Nuevo Estadio de Malabo, Malabo, Guinée équatoriale                          | Guinée équatoriale                  | 3 - 0                               | CAN 2015                                | Titulaire et remplacé par Frank Acheampong à la 82e minute de jeu.         |
| 63.                                 | 8 février 2015                      | Stade Nkoantoma, Bata, Guinée équatoriale                                    | Côte d'Ivoire                       | 0 - 0 (9-8)                         | CAN 2015                                | Titulaire.                                                                 |
| 64.                                 | 28 mars 2015                        | Stade Océane, Le Havre, France                                               | Sénégal                             | 1 - 2                               | Match amical                            | Titulaire.                                                                 |
| 65.                                 | 31 mars 2015                        | Stade Charléty, Paris, France                                                | Mali                                | 1 - 1                               | Match amical                            | Titulaire et remplacé par Mubarak Wakaso à la 66e minute de jeu.           |
| 66.                                 | 1er septembre 2015                  | Complexe sportif de la Concorde de Kintélé, Brazzaville, République du Congo | Congo                               | 2 - 3                               | Match amical                            | Rentre en jeu à la 80e minute à la place de Christian Atsu.                |
| 67.                                 | 5 septembre 2015                    | Stade Amahoro, Kigali, Rwanda                                                | Rwanda                              | 0 - 1                               | Éliminatoires de la CAN 2017            | Titulaire.                                                                 |
| 68.                                 | 13 novembre 2015                    | Stade international Saïd Mohamed Cheikh, Mitsamiouli, Comores                | Comores                             | 0 - 0                               | Éliminatoires de la Coupe du monde 2018 | Titulaire.                                                                 |
| 69.                                 | 17 novembre 2015                    | Baba Yara Stadium, Kumasi, Ghana                                             | Comores                             | 2 - 0                               | Éliminatoires de la Coupe du monde 2018 | Titulaire.                                                                 |
| 70.                                 | 5 juin 2016                         | Stade Anjalay, Mapou, Maurice                                                | Maurice                             | 0 - 2                               | Éliminatoires de la CAN 2017            | Titulaire.                                                                 |
| 71.                                 | 13 novembre 2016                    | Stade Borg Al Arab, Borg El Arab, Égypte                                     | Égypte                              | 2 - 0                               | Éliminatoires de la Coupe du monde 2018 | Titulaire.                                                                 |
| 72.                                 | 17 janvier 2017                     | Stade de Port-Gentil, Port-Gentil, Gabon                                     | Ouganda                             | 1 - 0                               | CAN 2017                                | Titulaire.                                                                 |
| 73.                                 | 21 janvier 2017                     | Stade de Port-Gentil, Port-Gentil, Gabon                                     | Mali                                | 1 - 0                               | CAN 2017                                | Titulaire.                                                                 |
| 74.                                 | 25 janvier 2017                     | Stade de Port-Gentil, Port-Gentil, Gabon                                     | Égypte                              | 1 - 0                               | CAN 2017                                | Titulaire.                                                                 |
| 75.                                 | 29 janvier 2017                     | Stade d'Oyem, Oyem, Gabon                                                    | RD Congo                            | 1 - 2                               | CAN 2017                                | Titulaire.                                                                 |
| 76.                                 | 2 février 2017                      | Stade de Franceville, Franceville, Gabon                                     | Cameroun                            | 2 - 0                               | CAN 2017                                | Titulaire.                                                                 |
| 77.                                 | 4 février 2017                      | Stade de Port-Gentil, Port-Gentil, Gabon                                     | Burkina Faso                        | 1 - 0                               | CAN 2017                                | Rentre en jeu à la 70e minute à la place de Bernard Tekpetey.              |
| 78.                                 | 11 juin 2017                        | Baba Yara Stadium, Kumasi, Ghana                                             | Éthiopie                            | 5 - 0                               | Éliminatoires de la CAN 2019            | Titulaire et remplacé par Jordan Ayew à la 78e minute de jeu.              |
| 79.                                 | 1er septembre 2017                  | Baba Yara Stadium, Kumasi, Ghana                                             | Congo                               | 1 - 1                               | Éliminatoires de la Coupe du monde 2018 | Titulaire et remplacé par Kwadwo Poku à la 68e minute de jeu.              |
| 80.                                 | 18 novembre 2018                    | Stade d'Addis-Abeba, Addis-Abeba, Éthiopie                                   | Éthiopie                            | 0 - 2                               | Éliminatoires de la CAN 2019            | Titulaire.                                                                 |
| 81.                                 | 23 mars 2019                        | Accra Sports Stadium, Accra, Ghana                                           | Kenya                               | 1 - 0                               | Éliminatoires de la CAN 2019            | Titulaire et remplacé par Alfred Duncan à la 87e minute de jeu.            |
| 82.                                 | 15 juin 2019                        | Police Officers Club Stadium, Dubaï, Émirats arabes unis                     | Afrique du Sud                      | 0 - 0                               | Match amical                            | Titulaire et remplacé par Afriyie Acquah à la 70e minute de jeu.           |
| 83.                                 | 25 juin 2019                        | Stade d'Ismaïlia, Ismaïlia, Égypte                                           | Bénin                               | 2 - 2                               | CAN 2019                                | Titulaire et remplacé par Afriyie Acquah à la 90e minute de jeu.           |
| 84.                                 | 29 juin 2019                        | Stade d'Ismaïlia, Ismaïlia, Égypte                                           | Cameroun                            | 0 - 0                               | CAN 2019                                | Titulaire et remplacé par Owusu Kwabena à la 87e minute de jeu.            |
| 85.                                 | 2 juillet 2019                      | Stade de Suez, Suez, Égypte                                                  | Guinée-Bissau                       | 0 - 2                               | CAN 2019                                | Titulaire.                                                                 |
| 86.                                 | 8 juillet 2019                      | Stade d'Ismaïlia, Ismaïlia, Égypte                                           | Tunisie                             | 1 - 1 (4-5)                         | CAN 2019                                | Titulaire et remplacé par Asamoah Gyan à la 84e minute de jeu.             |
| 87.                                 | 14 novembre 2019                    | Cape Coast Sports Stadium, Cape Coast, Ghana                                 | Afrique du Sud                      | 2 - 0                               | Éliminatoires de la CAN 2021            | Titulaire.                                                                 |
| 88.                                 | 18 novembre 2019                    | Estádio Nacional 12 de Julho, São Tomé, Sao Tomé-et-Principe                 | Sao Tomé-et-Principe                | 0 - 1                               | Éliminatoires de la CAN 2021            | Titulaire.                                                                 |
| 89.                                 | 9 octobre 2020                      | Emirhan Sport Center, Manavgat, Turquie                                      | Mali                                | 0 - 3                               | Match amical                            | Titulaire.                                                                 |
| 90.                                 | 12 octobre 2020                     | Complexe sportif Mardan, Aksu, Turquie                                       | Qatar                               | 5 - 1                               | Match amical                            | Titulaire.                                                                 |
| 91.                                 | 12 novembre 2020                    | Cape Coast Sports Stadium, Cape Coast, Ghana                                 | Soudan                              | 2 - 0                               | Éliminatoires de la CAN 2021            | Titulaire.                                                                 |
| 92.                                 | 28 mars 2021                        | Accra Sports Stadium, Accra, Ghana                                           | Sao Tomé-et-Principe                | 3 - 1                               | Éliminatoires de la CAN 2021            | Titulaire.                                                                 |
| 93.                                 | 8 juin 2021                         | Complexe sportif Moulay-Abdallah, Rabat, Maroc                               | Maroc                               | 1 - 0                               | Match amical                            | Rentre en jeu à la 80e minute à la place de Joel Fameyeh.                  |
| 94.                                 | 12 juin 2021                        | Cape Coast Sports Stadium, Cape Coast, Ghana                                 | Côte d'Ivoire                       | 0 - 0                               | Match amical                            | Titulaire et remplacé par Kwame Opoku à la 73e minute de jeu.              |
| 95.                                 | 3 septembre 2021                    | Cape Coast Sports Stadium, Cape Coast, Ghana                                 | Éthiopie                            | 1 - 0                               | Éliminatoires de la Coupe du monde 2022 | Titulaire.                                                                 |
| 96.                                 | 6 septembre 2021                    | FNB Stadium, Johannesbourg, Afrique du Sud                                   | Afrique du Sud                      | 1 - 0                               | Éliminatoires de la Coupe du monde 2022 | Titulaire et remplacé par Samuel Owusu à la 71e minute de jeu.             |
| 97.                                 | 9 octobre 2021                      | Cape Coast Sports Stadium, Cape Coast, Ghana                                 | Zimbabwe                            | 3 - 1                               | Éliminatoires de la Coupe du monde 2022 | Titulaire et remplacé par Samuel Owusu à la 90e minute de jeu.             |
| 98.                                 | 12 octobre 2021                     | National Sports Stadium, Harare, Zimbabwe                                    | Zimbabwe                            | 0 - 1                               | Éliminatoires de la Coupe du monde 2022 | Rentre en jeu à la 86e minute à la place de Mohammed Kudus.                |
| 99.                                 | 11 novembre 2021                    | Orlando Stadium, Soweto, Afrique du Sud                                      | Éthiopie                            | 1 - 1                               | Éliminatoires de la Coupe du monde 2022 | Titulaire et remplacé par Abdul Fatawu Issahaku à la 77e minute de jeu.    |
| 100.                                | 14 novembre 2021                    | Cape Coast Sports Stadium, Cape Coast, Ghana                                 | Afrique du Sud                      | 1 - 0                               | Éliminatoires de la Coupe du monde 2022 | Titulaire.                                                                 |
| 101.                                | 10 janvier 2022                     | Stade Ahmadou-Ahidjo, Yaoundé, Cameroun                                      | Maroc                               | 1 - 0                               | CAN 2021                                | Titulaire.                                                                 |
| 102.                                | 14 janvier 2022                     | Stade Ahmadou-Ahidjo, Yaoundé, Cameroun                                      | Gabon                               | 1 - 1                               | CAN 2021                                | Titulaire et remplacé par Benjamin Tetteh à la 90e minute de jeu.          |
| 103.                                | 18 janvier 2022                     | Stade Ahmadou-Ahidjo, Yaoundé, Cameroun                                      | Comores                             | 2 - 3                               | CAN 2021                                | Titulaire.                                                                 |
| 104.                                | 1er juin 2022                       | Cape Coast Sports Stadium, Cape Coast, Ghana                                 | Madagascar                          | 3 - 0                               | Éliminatoires de la CAN 2023            | Titulaire et remplacé par Daniel-Kofi Kyereh à la 76e minute de jeu.       |
| 105.                                | 5 juin 2022                         | Stade national du 11-Novembre, Luanda, Angola                                | Centrafrique                        | 1 - 1                               | Éliminatoires de la CAN 2023            | Rentre en jeu à la 89e minute à la place de Daniel-Kofi Kyereh.            |
| 106.                                | 10 juin 2022                        | Stade du parc Misaki, Kobe, Japon                                            | Japon                               | 4 - 1                               | Coupe Kirin 2022                        | Titulaire.                                                                 |
| 107.                                | 14 juin 2022                        | Stade de football de Suita, Suita, Japon                                     | Chili                               | 0 - 0 (3-1)                         | Coupe Kirin 2022                        | Titulaire.                                                                 |
| 108.                                | 23 septembre 2022                   | Stade Océane, Le Havre, France                                               | Brésil                              | 3 - 0                               | Match amical                            | Titulaire et remplacé par Antoine Semenyo à la 72e minute de jeu.          |
| 109.                                | 27 septembre 2022                   | Stade Francisco Artés Carrasco, Lorca, Espagne                               | Nicaragua                           | 0 - 1                               | Match amical                            | Rentre en jeu à la 82e minute à la place de Iddrisu Baba.                  |
| 110.                                | 17 novembre 2022                    | Stade Cheikh-Zayed, Abou Dabi, Émirats arabes unis                           | Suisse                              | 2 - 0                               | Match amical                            | Titulaire.                                                                 |
| 111.                                | 24 novembre 2022                    | Stade 974, Doha, Qatar                                                       | Portugal                            | 3 - 2                               | Coupe du monde 2022                     | Titulaire et remplacé par Jordan Ayew à la 77e minute de jeu.              |
| 112.                                | 28 novembre 2022                    | Stade Education City, Al Rayyan, Qatar                                       | Corée du Sud                        | 2 - 3                               | Coupe du monde 2022                     | Titulaire et remplacé par Daniel-Kofi Kyereh à la 78e minute de jeu.       |
| 113.                                | 2 décembre 2022                     | Stade Al-Janoub, Al Wakrah, Qatar                                            | Uruguay                             | 0 - 2                               | Coupe du monde 2022                     | Titulaire et remplacé par Osman Bukari à la 46e minute de jeu.             |
| 114.                                | 18 juin 2023                        | Kianja Barea, Antananarivo, Madagascar                                       | Madagascar                          | 0 - 0                               | Éliminatoires de la CAN 2023            | Titulaire.                                                                 |
| 115.                                | 12 septembre 2023                   | Accra Sports Stadium, Accra, Ghana                                           | Liberia                             | 3 - 1                               | Match amical                            | Rentre en jeu à la 75e minute à la place de Antoine Semenyo.               |
| 116.                                | 21 novembre 2023                    | Stade omnisports de Malouzini, Iconi, Comores                                | Comores                             | 1 - 0                               | Éliminatoires de la Coupe du monde 2026 | Titulaire et remplacé par Mohammed Kudus à la 46e minute de jeu.           |
| 117.                                | 8 janvier 2024                      | Baba Yara Stadium, Kumasi, Ghana                                             | Namibie                             | 0 - 0                               | Match amical                            | Rentre en jeu à la 71e minute à la place de Ransford-Yeboah Königsdörffer. |
| 118.                                | 14 janvier 2024                     | Stade Félix-Houphouët-Boigny, Abidjan, Côte d'Ivoire                         | Cap-Vert                            | 1 - 2                               | CAN 2023                                | Rentre en jeu à la 62e minute à la place de Ransford-Yeboah Königsdörffer. |
| 119.                                | 22 janvier 2024                     | Stade Alassane-Ouattara, Abidjan, Côte d'Ivoire                              | Mozambique                          | 2 - 2                               | CAN 2023                                | Rentre en jeu à la 46e minute à la place de Joseph Paintsil.               |
| 120.                                | 26 mars 2024                        | Stade de Marrakech, Marrakech, Maroc                                         | Ouganda                             | 2 - 2                               | Match amical                            | Rentre en jeu à la 79e minute à la place de Jordan Ayew.                   |

### Buts internationaux
| Buts internationaux de André Ayew | Buts internationaux de André Ayew | Buts internationaux de André Ayew                   | Buts internationaux de André Ayew | Buts internationaux de André Ayew | Buts internationaux de André Ayew | Buts internationaux de André Ayew       |
|                                   | Date                              | Lieu                                                | Adversaire                        | Score                             | Résultats                         | Compétitions                            |
| --------------------------------- | --------------------------------- | --------------------------------------------------- | --------------------------------- | --------------------------------- | --------------------------------- | --------------------------------------- |
| 1                                 | 19 janvier 2010                   | Stade national du 11-Novembre, Luanda, Angola       | Burkina Faso                      | 0 - 1                             | 0 - 1                             | CAN 2010                                |
| 2                                 | 5 septembre 2010                  | Somhlolo National Stadium, Lobamba, Eswatini        | Eswatini                          | 0 - 1                             | 0 - 3                             | Éliminatoires de la CAN 2012            |
| 3                                 | 28 janvier 2012                   | Stade de Franceville, Franceville, Gabon            | Mali                              | 2 - 0                             | 2 - 0                             | CAN 2012                                |
| 4                                 | 5 février 2012                    | Stade de Franceville, Franceville, Gabon            | Tunisie                           | 2 - 1                             | 2 - 1                             | CAN 2012                                |
| 5                                 | 17 juin 2014                      | Arena das Dunas, Natal, Brésil                      | États-Unis                        | 1 - 1                             | 1 - 2                             | Coupe du monde 2014                     |
| 6                                 | 21 juin 2014                      | Stade Governador-Plácido-Castelo, Fortaleza, Brésil | Allemagne                         | 1 - 1                             | 2 - 2                             | Coupe du monde 2014                     |
| 7                                 | 6 septembre 2014                  | Baba Yara Stadium, Kumasi, Ghana                    | Ouganda                           | 1 - 1                             | 1 - 1                             | Éliminatoires de la CAN 2015            |
| 8                                 | 15 octobre 2014                   | Accra Sports Stadium, Accra, Ghana                  | Guinée                            | 2 - 1                             | 3 - 1                             | Éliminatoires de la CAN 2015            |
| 9                                 | 19 janvier 2015                   | Estadio de Mongomo, Mongomo, Guinée équatoriale     | Sénégal                           | 1 - 0                             | 1 - 2                             | CAN 2015                                |
| 10                                | 27 janvier 2015                   | Estadio de Mongomo, Mongomo, Guinée équatoriale     | Afrique du Sud                    | 1 - 2                             | 1 - 2                             | CAN 2015                                |
| 11                                | 5 février 2015                    | Nuevo Estadio de Malabo, Malabo, Guinée équatoriale | Guinée équatoriale                | 3 - 0                             | 3 - 0                             | CAN 2015                                |
| 12                                | 5 juin 2016                       | Stade Anjalay, Mapou, Maurice                       | Maurice                           | 0 - 1                             | 0 - 2                             | Éliminatoires de la CAN 2017            |
| 13                                | 17 janvier 2017                   | Stade de Port-Gentil, Port-Gentil, Gabon            | Ouganda                           | 1 - 0                             | 1 - 0                             | CAN 2017                                |
| 14                                | 29 janvier 2017                   | Stade d'Oyem, Oyem, Gabon                           | RD Congo                          | 1 - 2                             | 1 - 2                             | CAN 2017                                |
| 15                                | 25 juin 2019                      | Stade d'Ismaïlia, Ismaïlia, Égypte                  | Bénin                             | 1 - 1                             | 2 - 2                             | CAN 2019                                |
| 16                                | 12 octobre 2020                   | Complexe sportif Mardan, Aksu, Turquie              | Qatar                             | 2 - 1                             | 5 - 1                             | Match amical                            |
| 17                                | 12 octobre 2020                   | Complexe sportif Mardan, Aksu, Turquie              | Qatar                             | 4 - 1                             | 5 - 1                             | Match amical                            |
| 18                                | 12 novembre 2020                  | Cape Coast Sports Stadium, Cape Coast, Ghana        | Soudan                            | 1 - 0                             | 2 - 0                             | Éliminatoires de la CAN 2021            |
| 19                                | 12 novembre 2020                  | Cape Coast Sports Stadium, Cape Coast, Ghana        | Soudan                            | 2 - 0                             | 2 - 0                             | Éliminatoires de la CAN 2021            |
| 20                                | 9 octobre 2021                    | Cape Coast Sports Stadium, Cape Coast, Ghana        | Zimbabwe                          | 3 - 1                             | 3 - 1                             | Éliminatoires de la Coupe du monde 2022 |
| 21                                | 11 novembre 2021                  | Orlando Stadium, Soweto, Afrique du Sud             | Éthiopie                          | 0 - 1                             | 1 - 1                             | Éliminatoires de la Coupe du monde 2022 |
| 22                                | 14 novembre 2021                  | Cape Coast Sports Stadium, Cape Coast, Ghana        | Afrique du Sud                    | 1 - 0                             | 1 - 0                             | Éliminatoires de la Coupe du monde 2022 |
| 23                                | 14 janvier 2022                   | Stade Ahmadou-Ahidjo, Yaoundé, Cameroun             | Gabon                             | 0 - 1                             | 1 - 1                             | CAN 2021                                |
| 24                                | 24 novembre 2022                  | Stade 974, Doha, Qatar                              | Portugal                          | 1 - 1                             | 3 - 2                             | Coupe du monde 2022                     |

## Palmarès

### En club
Avec l'Olympique de Marseille, il est vice-champion de France à deux reprises lors des saisons 2010-2011 et  2012-2013. Il remporte la Coupe de la Ligue à deux reprises en 2011 (1-0 contre le Montpellier HSC) et en 2012 (1-0 contre l'Olympique lyonnais). Il remporte également le Trophée des champions deux fois consécutivement en 2010 aux tirs au but contre le Paris SG et en 2011 (5-4 contre le Lille OSC).
Avec Al-Sadd SC, il est Champion du Qatar en 2022 et remporte la Coupe du Qatar contre Al-Rayyan SC en 2021.

### En sélection
Avec le Ghana  des moins de 20 ans, il remporte la Coupe d'Afrique des nations junior en 2009 en battant le Cameroun en finale 2-0 et la Coupe du monde -20 ans 2009 en battant le Brésil en finale lors d'une séance de tirs au but durant laquelle il est le premier a tromper le gardien brésilien.
Avec l'équipe première du Ghana, il est finaliste de la Coupe d'Afrique des nations à deux reprises battu en 2010 par Égypte 1-0 et en 2015 par la Côte d'Ivoire lors d'une longue séance de tirs au but où 19 tireurs se succèdent.
| Olympique de Marseille (4) | Al-Sadd SC (2)                                                                   | Ghana (2) |
| --- | -------------------------------------------------------------------------------- | --- |
| - Champion de France : - Vice-champion : 2011 et 2013. - Coupe de la Ligue : - Vainqueur : 2011 et 2012. - Trophée des champions : - Vainqueur : 2010 et 2011. | - Championnat du Qatar : - Champion : 2022 - Coupe du Qatar : - Vainqueur : 2021 | - Coupe d'Afrique des nations : - Finaliste : 2010 et 2015 - Troisième : 2008 - Coupe d'Afrique des nations junior : - Vainqueur : 2009 - Coupe du monde -20 ans : - Vainqueur : 2009 |

### Distinctions personnelles
À titre individuel, il est nommé pour le titre de meilleur espoir de la Coupe du monde 2010.
Il est élu meilleur joueur de la saison 2010-2011 par les supporters de l'Olympique de Marseille.
Il remporte le Trophée BBC du meilleur joueur africain de l'année en 2011,. La même année, il est troisième au classement du joueur africain de l'année décerné par la CAF. Il est nommé pour le titre du joueur africain de l'année en 2012 selon la CAF.
Il termine meilleur buteur de la Coupe d'Afrique des nations de football 2015 et remporte le prix Marc-Vivien Foé du meilleur joueur africain de Ligue 1 2015.
En août 2015, il est élu meilleur joueur du mois de Premier League.

## Vie privée
Son père Abedi Pelé, ses frères Jordan et Abdul Rahim, ainsi que son oncle Kwame sont également footballeurs.
André Ayew et sa compagne Yvonne ont une fille prénommée Inaya, née le 19 octobre 2011 alors que le joueur dispute le match de Ligue des champions face à Arsenal.